# Donald Kessler
Donald J. Kessler (* 1940) je americký astrofyzik a bývalý vědec NASA známý díky výzkumu týkajícímu se vesmírného odpadu.
Kessler pracoval v Johnsonově vesmírném středisku v Houstonu jako pracovník kanceláře NASA zkoumající vliv projektů na životní prostředí. Při práci v této pozici postuloval jev nyní známý jako Kesslerův syndrom, který předpokládá, že kolize mezi kosmickým smetím bude stále pravděpodobnější, tak jak se bude hustota kosmického smetí na oběžné dráze kolem Země zvyšovat. To povede ke kaskádovému jevu, protože každá kolize vytvoří další kosmický odpad, který může způsobit další kolize. Kessler publikoval své myšlenky v roce 1978 v akademickém dokumentu s názvem "Collision Frequency of Artificial Satellites: The Creation of a Debris Belt." Práce zlepšila Kesslerovo renomé a proto byl následně vybrán jako šéf nově vytvořené Orbital Debris Program Office, která měla za cíl studovat problém a vydávat obecné pokyny ke zpomalení akumulace kosmické smetí.
Kessler odešel z NASA v roce 1996. Žije v Asheville v Severní Karolíně. Problematice kosmického smetí se ale stále věnuje. V roce 2009 vystoupil na první Mezinárodní konferenci zabývající se odstraněním kosmického odpadu v Arlingtonu ve Virginii. Konference byla podporována NASA a DARPA. Roku 2011 byl klíčovým poradcem vzdělávacího IMAX filmu Space Junk 3D a také sloužil jako předseda výboru pro posouzení programu kosmického smetí Národní rady pro výzkum USA. V roce 2013 měl speciální přednášku v Tokiu na druhém mezinárodním sympóziu o udržitelném rozvoji vesmíru, podporovaném Japonským vesmírným fórem.
Kessler obdržel za svou průkopnickou práci řadu ocenění, nejnověji v roce 2010 cenu Dirka Sullivana za půl století trvající činnost v astrodynamice.